# Igor Turchin (esgrimidor)
Ígor Viacheslávovich Turchín –en ruso, Игорь Вячеславович Турчин– (Sarátov, 13 de mayo de 1982) es un deportista ruso que compitió en esgrima, especialista en la modalidad de espada.
Ganó una medalla de oro en el Campeonato Mundial de Esgrima de 2003, en la prueba por equipos. Participó en los Juegos Olímpicos de Atenas 2004, ocupando el cuarto lugar en la misma prueba.

## Palmarés internacional
| Campeonato Mundial | Campeonato Mundial | Campeonato Mundial | Campeonato Mundial |
| Año                | Lugar              | Medalla            | Prueba             |
| ------------------ | ------------------ | ------------------ | ------------------ |
| 2003               | La Habana (Cuba)   | Medalla de oro     | Espada por equipos |